# Ивайло Иванов (футболист, р. 1974)
Вижте пояснителната страница за други личности с името Ивайло Иванов.
Ивайло Димитров Иванов е български футболист, бивш вратар на Миньор (Перник), ПФК ЦСКА (София), ПФК Берое (Стара Загора) и ПФК Славия (София).

## Кариера
Играл е за Ботев (Враца) (1994 – 1996), ЦСКА (София) (1998 – 2005) и гръцкия Илисиакос (2007 – 2008). Има 107 мача в А група (55 мача за ЦСКА и 52 мача за Миньор). С отбора на ЦСКА е двукратен шампион на България (2003 и 2005) и носител на Купата на България през 1999. Има 12 мача за „армейците“ в евротурнирите.
След приключване на активна състезателна кариера, през 2013 година става част от спортно-техническото ръководство на ПФК Добруджа (Добрич), където е асистент на Светослав Тодоров като треньор на вратарите.
От началото на 2015 г. наследява на поста Здравко Букарица и влиза в щаба на Красимир Балъков като треньор на вратарите в Литекс Ловеч, а след неговото уволнение изпълнява същата длъжност и при Люпко Петрович.
През 2016 г. е в щаба на Любослав Пенев в Литекс (Ловеч) като треньор на вратарите.
През есента на 2016 г. е треньор на вратарите в ПФК ЦСКА (София). На 1 май 2018 г. напуска ЦСКА. На 17 юли 2020 г. се завръща като треньор на вратарите в ЦСКА (София) в щаба на Стамен Белчев.

## Статистика по сезони
- ЦСКА – 1998/99 - A група, 25/0
- ЦСКА – 1999/00 - A група, 8/0
- ЦСКА – 2000/01 - A група, 7/0
- ЦСКА – 2001/02 - A група, 2/0
- ЦСКА – 2002/03 - A група, 1/0
- ЦСКА – 2003/04 - A група, 1/0
- ЦСКА – 2004/05 - A група, 11/0
- Илисиакос – 2007/08 – Гръцка втора дивизия, 8/0
- Миньор (Перник) – 2008/09 - A група, 16/0
- Миньор (Перник) – 2009/10 - A група, 24/0
- Миньор (Перник) – 2010/11 - A група, 12/0
- ПФК Берое (Стара Загора) – 2011/12 - A група
- ПФК Славия (София) – 2013 – A група